# Marco Tardelli
Marco Tardelli (Careggine, 24 september 1954) is een voormalig Italiaans profvoetballer en voetbaltrainer, die onder meer bij Juventus speelde. Zijn bijnaam luidt 'Schizzo', wat Italiaans is voor 'sprint', vanwege zijn plotselinge versnellingen. Tardelli speelde in totaal 407 competitiewedstrijden en scoorde daarin 45 keer. Hij stapte later het trainersvak in. Sinds 15 juni 2006 is hij voorzitter van Juventus. De Braziliaanse voetballer Diego Tardelli is vernoemd naar de Italiaanse ex-speler. Tardelli is een van de negen spelers die alle drie de UEFA-hoofdcompetities (Europacup I / UEFA Champions League, Europacup II, en UEFA Cup / UEFA Europa League) wist te winnen.

## Interlandcarrière
Tardelli speelde 81 wedstrijden voor het Italiaans voetbalelftal en scoorde daarin zes keer. Een van zijn bekendste wapenfeiten was zijn treffer in de finale van het wereldkampioenschap voetbal 1982 in Spanje tegen West-Duitsland. Niet het doelpunt, maar de emotionele wijze van juichen bezorgt sommige voetbalfans nog altijd rillingen. Tardelli rende na het doelpunt met armen op borsthoogte en gebalde vuisten over richting de bank, wild schuddend met zijn hoofd en met tranen in zijn ogen. In Italië is dit moment beroemd geworden als "l'urlo di Tardelli."
| Interlanddoelpunten | Interlanddoelpunten | Interlanddoelpunten | Interlanddoelpunten     | Interlanddoelpunten | Interlanddoelpunten | Interlanddoelpunten | Interlanddoelpunten |
| #                   | Datum               | Locatie             | Wedstrijd               | Goal(s)             | Score               | Uitslag             | Wedstrijd           |
| ------------------- | ------------------- | ------------------- | ----------------------- | ------------------- | ------------------- | ------------------- | ------------------- |
| 1                   | 25/01/1978          | Madrid              | Spanje – Italië         | 83'                 | 2 – 1               | 2 – 1               | Oefenduel           |
| 2                   | 24/02/1979          | Milaan              | Italië – Nederland      | 43'                 | 3 – 0               | 3 – 0               | Oefenduel           |
| 3                   | 17/11/1979          | Udine               | Italië – Zwitserland    | 40'                 | 2 – 0               | 2 – 0               | Oefenduel           |
| 4                   | 15/06/1980          | Turijn              | Italië – Engeland       | 78'                 | 1 – 0               | 1 – 0               | EK-eindronde        |
| 5                   | 29/06/1982          | Barcelona           | Italië – Argentinië     | 55'                 | 1 – 0               | 2 – 1               | WK-eindronde        |
| 6                   | 11/07/1982          | Madrid              | Italië – West-Duitsland | 69'                 | 2 – 0               | 3 – 1               | WK-finale           |

## Erelijst
Juventus
- Serie A: 1976/77, 1977/78, 1980/81, 1981/82, 1983/84
- UEFA Cup: 1976/77
- Europacup II: 1983/84
- Europacup I: 1984/85
- Europese Supercup: 1984

 Italië
- FIFA WK: 1982

Individueel als speler
- UEFA Golden Jubilee Poll: #37
- FIFA XI: 1979
- UEFA Europees Kampioenschap Team van het Toernooi: 1980
- Hall of Fame van het Italiaans voetbal: 2015

Als trainer
 Italië onder 21
- Middellandse Zeespelen: 1997
- UEFA EK onder 21: 2000